# House of the Wolf Man
Pour plus de détails, voir Fiche technique et Distribution.
House of the Wolf Man est un film américain sorti en 2009.

## Synopsis
Les 5 visiteurs ont été invités dans un sinistre demeure et alors l'un des 5 visiteurs pourrait devenir le propriétaire, car ils ne savent pas que le danger arrivera.
En réalité ce film est à la fois une parodie et un hommage aux films d'horreur des années 1930-1960. On y retrouve le monstre de Frankenstein, le loup garoup, Dracula, avec une référence à Bela Lugosi et tous les éléments de cinéma "gothique", jusqu'à l'excès, mais avec humour et une réalisation de qualité.

## Fiche technique
- Titre : House of the Wolf Man
- Réalisation et scénario : Eben McGarr
- Pays d'origine : États-Unis
- Format : Noir et blanc
- Genre : horreur
- Date de sortie : 2009

## Distribution
- Dustin Fitzsimons : Reed Chapel
- Jeremie Loncka : Conrad Sullivan
- Sara Raftery : Mary Chapel
- Cheryl Rodes : Elmira Cray
- Jim Thalman : Archibald Whitlock
- John McGarr : Barlow
- Michael R. Thomas : Dracula
- Billy Bussey : The Wolf Man
- Craig Dabbs : le monstre
- Ron Chaney : Bela Reinhardt